# Coraline og den hemmelige dør
Coraline og den hemmelige dør (org. titel Coraline) er en animeret stop-motion 3-D fantasy film fra 2009, der er baseret på Neil Gaimans spændingsroman Coraline. Den blev produceret af firmaet LAIKA og filmselskabet Focus Features. Skrevet og instrueret af Henry Selick, den kom i USA's biografer den 6. februar 2009, efter verdenspremieren til Portland International Film Festival. Den fik premiere 12. juni 2009 med dansk tale og vises i 3-D i udvalgte biografer.

## Handling
Coraline har fundet en hemmelig dør i huset, hun lige er flyttet ind i sammen med sine forældre. Da hun går igennem den, opdager hun en alternativ udgave af sit eget liv. 
På overfladen ligner denne parallelle virkelighed uhyggelig meget hendes rigtigt liv – blot meget bedre. Men da dette forunderlige og fantastiske eventyr tager en farlig drejning, og hendes falske anden mor forsøger at beholde hende for evigt, må Coraline stole på sin stædige beslutsomhed, sit mod, hjælp fra naboerne og en talende sort kat.

## Casting
- Dakota Fanning som Coraline Jones, den modige, smarte, nysgerrige helt og selvstændige proklameret 11-årige udforsker. Hun er sur på de skøre voksne (sådan ser det ud som), fordi hun ikke bliver taget seriøst med sin unge alder og varme opførsel, og mennesker forveksler hendes navn med Caroline. Neil Gaiman beskriver hende som 'fyldig', 'energisk' og 'en vildbasse' og alle de fantastiske gammeldags ord. Hun og Wybie har et 'elske/hade'-forhold.
- Teri Hatcher som Mel Jones, Coralines travle mor og den mere opmærksomme mor den Anden Mor. Hendes rigtige mor har travlt med at skrive et havekatalog. Hendes mand, Charlie, kalder hende "chefen", fordi hun er den der holder styr på familien. Hun elsker sin datter, men har meget travlt og giver ikke altid den opmærksomhed, som Coraline mener hun behøver. Den Anden Mor er skurken og hende der skabte den Anden Verden og alle dens beboer, og, som Teri Hatcher beskriver hende, den 'perfekte mor', fordi hun er dygtig kok og har det rigtige svar til alle spørgsmål, og senere bliver hun forfærdelig. De tre spøgelsesbørn beskriver hende som "Beldam", som betyder fra arkaisk "skøre kone" eller "heks".
- John Hodgman som Charlie Jones, Coralines far, og den Anden Far. John Hodgman beskriver ham som "en mand der går i en bananskræl og falder ind i cyberspace". Forfatter Neil Gaiman beskriver ham som "en forælder der tror han er sej, men er virkelig pinlig overfor barnet". Den Anden Far er sanger-pianist og gartner. Senere bliver han forvandlet til en melankolsk, patetisk græskarlignende skabning af den Anden Mor, sikkert fordi han snakkede for meget med Coraline.
- Keith David som Katten, en sort kat fra Coraline verden, der dukker op når den vil (som katten i Alice i Eventyrland), og har evnen til at tale i den Anden Verden. Han virker som en guide eller som en mentor gennem Coralines rejse, i den ene verden og i den Anden Verden. Han hader rotter og er knyttet til Wybie, ifølge ham er han vandskræk.
- Robert Bailey Jr. som Wybourne "Wybie" Lovat, det mærkelige, nervøse elleveårige barnebarn af Coralines families husvært. En person der bliver indsat for at tilpasse filmens seere, så de tænker: "Vil ikke have en pige til at gå rundt og snakke med sig selv." Wybie bærer en metalagtig ishockeymaske. Han er kendt for at være over snaksalig og irriterende. Coraline kalder ham "psykonørd", "røvtørrer", og "Why-Were-You-Born." Han andet jeg, Anden Wybie, er meget sød og evnen til at tale er blevet taget af den Anden Mor, fordi hun troede at Coraline vil fortrække ham mere sådan. Han viser sig, at han er én af de mest hjælpefulde personer i den Anden Verden, men han bliver straffet og udslettet af den Anden Mor for hans ulydighed. Coraline og Wybie har et "elske/hade" forhold.
- Jennifer Saunders og Dawn French er højt respekteret, pensioneret gammeldags skuespillere. De ejer flere Skotsk Terriere (også de døde, hvis hoveder hænger på væggen) og taler teateragtigt, de referere tit til den gang de var skuespillerinder. Den Anden Frk. Spink og Focible er unge, smukke og citerer Shakespeares akrobater (har i to sekunder deres tøj på fra den Rigtige Verden) og hundene opfører sig som mennesker. De bliver senere forvandlet til et tohovedet bæst stående på en bunke slik (en reference til det slik Coraline fik i den Rigtige Verden) og hundene bliver lysfølsomme flagermus.
- Ian McShane som Hr. Bobinsky (hans fulde navn er Sergi Alexander Bobinsky og hans venner kalder ham hr. B) er en af Coralines naboer . Han er en russisk gråhåret kæmpe, der engang trænede gymnaster og fik et fast måltid af almindelig bede. Coralines mor tror, han er i en evig brandert. Den Anden Bobinsky er Sprechstallmeister i  rottecirkusset "De Hoppende Rotter", der senere bliver til en overflod af rotter.
- Carolyn Crawford som Fru Lovat, Wybies bedstemor og ejeren af Pink Palace Lejligheder. Hun voksede op i det victorianske villa med sin tvillingesøster, der på mystisk vis forsvandt. Hun tror, at hendes søster blev 'stjålet'. Fru Lovat flyttede ud af sit barndomshjem og delte det til to lejligheder og lejede det ud. Med fare for huset skulle tage endnu et barn, lejede hun ikke lejligheder ud til nogen med børn (før Coralines familie) og Wybie får ikke lov til at komme i nærheden af det.

## Danske stemmer
- Coraline – Emma Sehested Høeg
- Vilifred/Anden Vilifred – Sebastian Alstrup
- Mor/Anden Mor – Louise Mieritz
- Far/Anden Far – Niels Olsen
- Hr. Bobinsky/Anden Hr. Bobinsky – Søren Spanning
- Fru Fortissimo/Anden Fru Fortissimo – Ulla Jessen
- Fru Spink/Anden Fru Spink – Pia Rosenbaum
- Kat – Peter Zhelder